# Amigos
Amigos är ett musikalbum av Santana. Skivan lanserades i mars 1976. Santana hade sedan 1972 års album Caravanserai släppt många album med fusion-inriktad musik, men på det här albumet gick man tillbaka till sin tidigare ljudbild med latinsk rock som man haft på sina tre första album. "Let It Shine" släpptes som singel från skivan och nådde #77 på Billboard Hot 100 i USA.

## Låtlista
1. "Dance Sister Dance (Baila Mi Hermana)" - 8:15
2. "Take Me With You" - 5:26
3. "Let Me" - 4:50
4. "Gitano" - 6:13
5. "Tell Me Are You Tired" - 5:42
6. "Europa (Earth's Cry Heaven's Smile)" - 5:06
7. "Let It Shine" - 5:42

## Listplaceringar
| Lista (1976)   | Position             |
| -------------- | -------------------- |
| Finland        | 9                    |
| Frankrike      | 5                    |
| Kanada         | 9 (RPM)              |
| Nederländerna  | 2                    |
| Norge          | 13 (VG-lista)        |
| Nya Zeeland    | 8                    |
| Storbritannien | 21 (UK Albums Chart) |
| Sverige        | 29 (Topplistan)      |
| USA            | 10 (Billboard 200)   |
| Västtyskland   | 8                    |
| Österrike      | 9                    |